# مروث التلال
مروث التلال (الاسم العلمي:Coprinus collinus) هو نوع من الفطريات يتبع جنس المروث من الفصيلة المروثية.